# Најф Ривер (Монтана)
Најф Ривер (енгл. Knife River) насељено је место без административног статуса у америчкој савезној држави Монтана.

## Демографија
По попису из 2010. године број становника је 320, што је 23 (7,7%) становника више него 2000. године.
| Група             | 2000.       | 2010.       |
| Белци             | 278 (93,6%) | 287 (89,7%) |
| Афроамериканци    | 0 (0,0%)    | 0 (0,0%)    |
| Азијати           | 0 (0,0%)    | 2 (0,6%)    |
| Хиспаноамериканци | 12 (4,0%)   | 0 (0,0%)    |
| Укупно            | 297         | 320         |